# El Dorado (1921)
El Dorado ist ein französisches Stummfilm-Melodrams von Marcel L’Herbier aus dem Jahr 1921. Es entstand nach einem Drehbuch, das er zusammen mit Dimitri Dragomir verfasste, für die Produktionsfirma Léon Gaumonts. Es erschien in Gaumonts Série „Pax“. In der Hauptrolle war der Star des impressionistischen französischen Films Ève Francis zu sehen.

## Handlung
Sybilla wurde von ihrem Liebhaber, dem Großbürger Esteria, verlassen und muss sich nun als Tänzerin in einem drittklassigen Nachtlokal, dem titelgebenden El Dorado, verdingen, um sich und ihr krankes Kind, das sie von ihm hat, durchzubringen. Esteria weigert sich, sie anzuerkennen und zu unterstützen. Daher steht sie zusätzlich noch dem schwedischen Maler Hedwick Modell. Als sie eine Aussprache mit Esteria herbeizuführen versucht, wird sie aus seinem Hause hinausgeworfen. Da entschließt sie sich, an ihm Rache zu nehmen.
Esteria möchte seine eheliche Tochter Iliana vorteilhaft verheiraten. Iliana aber liebt den Maler Hedwick. Sie wollen sich gerade an dem Abend treffen, an dem Iliana sich mit einem wohlhabenden Aristokraten verloben soll. Das ist für Sybilla die Chance, Esteria zu kompromittieren, indem sie Iliana und ihren Geliebten bloßstellt. Nun platzt die Verlobung und Hedwick und Iliana suchen Zuflucht bei Hedwicks Mutter, die in einem Haus in den Bergen der Sierra Nevada wohnt. Ehe sie fliehen, bieten sie Sybilla an, ihr krankes Kind mitzunehmen, auf dass es sich dort in dem gesunden Klima und unter guter Pflege erhole.
Nur zögernd willigt Sybilla ein. Doch als sie, in ihr einsames Zimmer im El Dorado zurückgekehrt, auch noch um ein Haar von dem Clown Joao vergewaltigt wird, übermannt sie die Verzweiflung. Sie weiß: sie wird ihr Kind nie wieder sehen. Da geht sie ein letztes Mal hinaus und tanzt wie um ihr Leben. Für den Tanz erhält sie von dem betrunkenen und lüsternen Publikum des El Dorado rasenden Beifall. Dann aber geht sie hinter die Bühne und sticht sich den Dolch ins Herz.

## Hintergrund
Die Photographie lag in den Händen von Georges Lucas und Georges Specht. Die Kostüme entwarf Alberto Cavalcanti. Das Bühnenbild schufen Robert-Jules Garnier und Louis Le Bertre. Außenaufnahmen wurden in Andalusien, in den Städten Granada und Sevilla, und in der Sierra Nevada gedreht; L’Herbier war der erste, der eine Drehgenehmigung für Aufnahmen in der berühmten Alhambra bekam. Er hielt auch die spektakuläre Osterprozession in Sevilla im Bilde fest und baute sie in seine Filmhandlung ein.
Die Innenaufnahmen entstanden in den Studios La Villette, Paris 19, Buttes Chaumont.
Marcel L’Herbier war sich bewusst, welche bisher nie dagewesenen Dimensionen eine geeignete Begleitmusik seinen Filmbildern eröffnen würde. Daher gab er bei dem jungen Komponisten Marius-François Gaillard eine bildsynchrone Orchesterpartitur in Auftrag.
El Dorado wurde in Paris am 28. Oktober 1921 im Gaumont-Palace mit Begleitung eines 70 Mann starken Symphonieorchesters uraufgeführt.
Der Film lief auch in Polen, Spanien, Portugal und Finnland, in Übersee sogar in Japan; dort hatte er am 12. Februar 1926 Premiere.

## Rezeption
„Das an sich banale Rührstück gewinnt durch seine raffinierte visuelle Umsetzung: Der französische Filmavantgardist Marcel L’Herbier (1888–1979) arbeitete mit Unschärfen und Doppelbelichtungen, um die seelische Verfassung der liebeskranken Tänzerin auszudrücken.“

„Licht- und Schattensetzung, optische Verzerrungen, gewollte Unschärfen und Doppelbelichtungen visualisieren die psychologische Verfassung der Personen, die Atmosphäre des Verruchten und die Gewalttätigkeit des seelischen Konflikts, in dem sich die Hauptperson Sybilla, gespielt von Eve Francis, befindet…“

„Alle diese Filme sind … nonkonformistische Experimente, die das neue Medium erkunden, und in den folgenden zehn Jahren wird L’Herbier mit staunenswerter Intuition bei den überall in Europa einsetzenden kinematographischen Anstrengungen mitwirken, die erprobte lineare Erzählweise auf ein Gebiet zu übertragen, wo sie als parole vue zur Geste wird und damit eine spannungsvolle Mehrdeutigkeit gewinnt.“

Internationale Kritiken

“Perhaps the most remarkable thing about El Dorado is how L’Herbier manages to take a conventional 19th century-style melodrama and transform it into an enthralling, inescapable dream-like fantasy”

El Dorado was made just three years after L’Herbier’s first film and is a highly disciplined work with an eerie cohesion. It allowed L’Herbier to further refine his ambition to mix the poetic, artistic and architectural all in one cinematic experience.

“Virtually every camera shot in this film resembles a work of art, demonstrating as much craftsmanship as imagination on the part of L’Herbier and his photography directors. Particularly impressive is the way that light and shade are exploited to maximum effect to reinforce the states of mind of the film’s protagonists, making dialogue not just superfluous but totally irrelevant. This is a film which takes place in the mind, a haunting, emotionally strained fantasy where the cruelty and injustices in the real world are distilled and coalesced into a simple portrait of desperation and suffering.”

“On a first viewing of El Dorado it seemed stilted and somewhat moralistic. On a second, after assistance from some of the accompanying material, the extent of L’Herbier’s mise en scène started to reveal itself. I became more aware not just of the use of super-impositions, distortions and out of focus shots, but the meaning that L’Herbier was trying to impart through this to develop the psychology of the characters. The acting seemed less artificial than first and the employment of the Spanish landscape as a brutal background element became more apparent. The characters, overdressed and heavily groomed, were strangers to this terrain; they appear almost as mannequins acting out emotional crises in a bleak and unresponsive landscape.”

« Peu importe : ce qui compte, c’est l’énorme batterie d’effets mise en place par L’Herbier, qui semble découvrir les vertus du cinéma avec un enthousiasme communicatif. Il ose tout : fermeture à l’iris fait avec ses doigts, flou du personnage principal quand celui-ci est perdu dans ses rêveries, filmage à travers un voile de dentelle, montage épileptique (certains plans durent une demi-seconde), surexposition, écran dans l’écran… C’est un festival de trouvailles visuelles, et même si le film a tendance à se traîner un peu, on ne peut qu’applaudir devant ces audaces des premiers temps. »

An die Filmmusik erinnert sich L’Herbier in einem Interview, das er 1968 J.A. Fieschi gab:

“El Dorado was, I believe, the first film to have a synchronous symphonic score, which was composed by Marius-François Gaillard (…) Gaillard’s music had the exact duration of the film, and at the Gaumont-Palace, where it was shown, the orchestra was composed of seventy musicians … It was a permanent musical counterpoint which gave the film a quite special and unprecedented dimension. Anyway, I am one of those who think that a totally silent film is difficult to bear without accompaniment. If this accompaniment does not accompany [El Dorado], it would definitely be necessary to remake the editing of the film: certain shots seem much too long without the support of the music (…)”

Touve R. Ratovondrahety, Organist und Pianist von der Opera de Paris, der zu der Aufführung von Marcel L’Herbier’s “El Dorado” auf dem Festival Le Giornate del Cinema Muto in Pordenone am 3. Oktober 2011 die Originalmusik von Marius-Francois Gaillard als Klaviersolo ausführte, schreibt über die Komposition:

“In »El Dorado« and its music, despite its drama, I find a certain French ‘champagne’ spirit: subtlety, lightness, elegance, symbolism and poetry. […] Marius-François Gaillard favours a style of orchestral effects with complex chords and often superimposes melodies with completely independent rhythms, rhythms often in 5 or 7 time. It is easily accomplished with an orchestra of 70 musicians, but I admit that it is a little more complicated with a piano.”

Technisches Hilfsmittel
Henri Colpi berichtet von den Erfahrungen, die mit einem Apparate gemacht wurden, mit dessen Hilfe der Dirigent zur besseren Übereinstimmung von Musik und Film bei Bedarf die Filmlaufgeschwindigkeit regulieren konnte.
Wiederaufführung
Gaumont ließ den Film 1995 vom Service des Archives du Film des CNC in Zusammenarbeit mit dem Museum of Modern Art MOM in New York, der Cinémathèque française und dem Schweizer Film-Archiv restaurieren. Die Arbeiten standen unter der Leitung von Pierre Philippe und Philippe Esnault. Eine auf dieser Restaurierungsarbeit fußende DVD brachte Gaumont 2002 in den Handel.
El Dorado wurde von dem Kultursender Arte am 18. März 1999 um 23.10 Uhr im deutschen Fernsehen ausgestrahlt. Die Originalmusik wurde dabei vom Symphonie-Orchester Brabant unter Leitung des Dirigenten Arie van Beek ausgeführt.